# سافاريو غيرا
سافاريو غيرا (بالإنجليزية: Saverio Guerra)‏ هو ممثل أمريكي، ولد في 25 أغسطس 1964 ببروكلين في الولايات المتحدة.

## أعمال

### أفلام
- (1995) فتيان أشقياء[3][4][5]

## وصلات خارجية
- سافاريو غيرا على موقع IMDb (الإنجليزية)
- سافاريو غيرا على موقع ألو سيني (الفرنسية)
- سافاريو غيرا على موقع أول موفي (الإنجليزية)
- سافاريو غيرا على موقع قاعدة بيانات الأفلام السويدية (السويدية)
- سافاريو غيرا على موقع قاعدة بيانات الفيلم (الإنجليزية)
- سافاريو غيرا على موقع كينوبويسك (الروسية)